# Hirondelle tapère
Progne tapera
Espèce
Synonymes
- Phaeoprogne tapera

Statut de conservation UICN

 LC  : Préoccupation mineure
L'Hirondelle tapère (Progne tapera) est une espèce de passereau de la famille des Hirundinidae. 

## Répartition

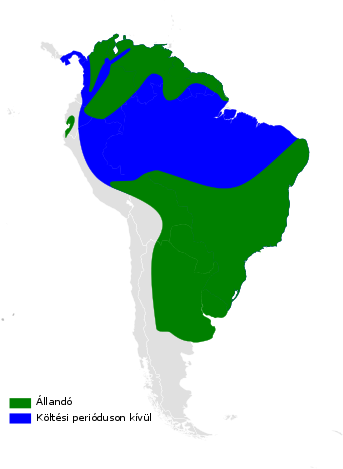

Son aire de nidification s'étend à travers le Nord et le centre/Est de l'Amérique du Sud.

## Taxonomie
Elle est parfois considérée comme la seule espèce du genre Phaeoprogne  Baird, 1865.
Cet oiseau est représenté par 2 sous-espèces :
- Progne tapera fusca (Vieillot, 1817) ;
- Progne tapera tapera (Linnaeus, 1766) — présente en Guyane.